# Тонгоа
Тонгоа (англ. Tongoa) — остров в островной группе Шеперд (архипелаг Новые Гебриды) в Тихом океане. Принадлежит Республике Вануату и входит в состав провинции Шефа. Альтернативное название острова — Куваэ.

## География

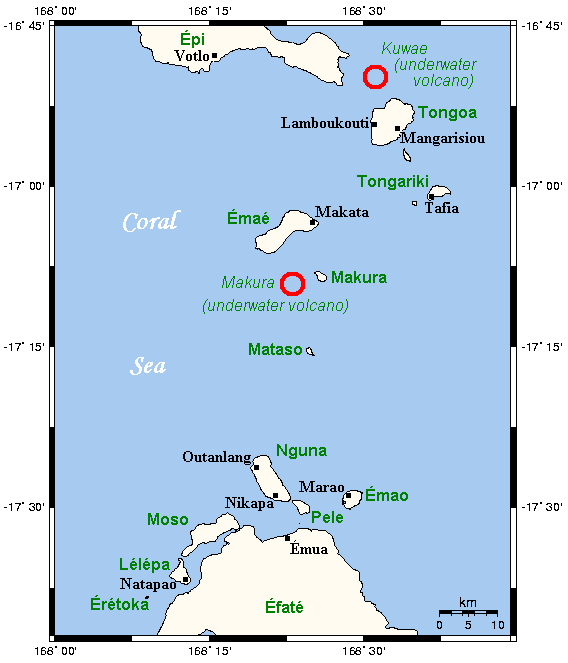
Карта островов Шеперд

Остров Тонгоа расположен в центральной части архипелага Новые Гебриды в островной группе Шеперд. Омывается водами Тихого океана и Кораллового моря. Находится недалеко от островов Эпи, Тонгарики, Эмаэ. Ближайший материк, Австралия, расположен примерно в 1200 км.
Остров Тонгоа, как и другие острова Новых Гебрид, имеет вулканическое происхождение. В прошлом вместе с островом Эпи Тонгоа представлял собой единый остров Куваэ (бисл. Kuwae) (название было заимствовано из легенд островов, расположенных к юго-востоку от Эпи). Однако после крупного извержения одноимённого вулкана в 1452 году Куваэ был разрушен: в результате образовались два самостоятельных острова и крупная кальдера овальной формы (12 x 6 км).
Берега обрывисты. Высшая точка острова достигает 487 м. Длина Тонгоа составляет 9 км, ширина — 6 км. Площадь острова составляет 42 км².
Климат влажный тропический. Среднегодовое количество осадков превышает 2500 мм. Тонгоа подвержен землетрясениям, извержениям островного вулкана и циклонам. Остров покрыт густой растительностью, имеются термальные источники.

## История
Острова Вануату были заселены примерно 2000 лет назад в ходе миграции населения через Соломоновы острова из северо-западной части Тихого океана и Папуа — Новой Гвинеи. Колонизация островов осуществлялась в ходе длительных морских плаваний на больших каноэ, которые могли вместить до 200 человек. С собой путешественники также брали некоторых полезных животных, семена сельскохозяйственных растений, которые впоследствии стали разводиться на новых землях.
Около 650 года до н. э. в центральной части Новых Гебрид, на островах Эфате, Тонгоа и Макура, а также на севере архипелага появляется т. н. керамика мангааси. Наряду с поздней мангааси на островах Тонгоа и Макура существовала культура акнау. Примерно в 1200 году нашей эры культура островов Шеперд и острова Эфате претерпела значительные изменения. Предполагается, что это связано с появлением на островах нового населения невыясненного происхождения.
30 июня 1980 года Новые Гебриды получили независимость от Великобритании и Франции, и остров Тонгоа стал территорией Республики Вануату.
В марте 1906 года Эмаэ, как и другие острова Новых Гебрид, стали совместным владением Франции и Британии, то есть архипелаг получил статус англо-французского кондоминиума.

## Население
В 2009 году численность населения острова составляла 2300 человек.
Официальными языками общения в Вануату являются бислама, французский и английский. На северных и центральных островах, входящих в архипелаг Новые Гебриды распространены такие языки, как мота, маэ-во, тонгоа, нгуна, сесаке и другие, а также, ротума, фиджи. На острове Тонгоа распространен несколько отличный язык — макура.

## Экономика
Основное занятие местных жителей — сельское хозяйство. На Тонгоа действует аэродром.